# Adrian Sedlo
Adrian Sedlo (* 16. November 1969 in Frankfurt am Main) ist ein ehemaliger Profi-Fußballspieler.

## Karriere als Spieler
Adrian Sedlo durchlief zwischen 1980 und 1987 die Jugendabteilungen des FC Basel und bestritt mit 18 Jahren sein erstes Spiel für die 1. Mannschaft des FC Basel. Daraufhin wechselte er 1988 zum französischen Zweitligisten FC Mulhouse. Seine Karriere beendete Sedlo in den 1990er Jahren beim deutschen Bundesligisten Eintracht Frankfurt, bei dem er hauptsächlich im Oberliga-Reserveteam unter dem Trainer Jürgen Sparwasser zum Einsatz kam.

## Nach dem Leistungssport
Nach einem Studium der Rechtswissenschaften an der französischen Universität Straßburg und anschließenden beruflichen Stationen bei Clifford Chance und Linklaters in Luxemburg, gründete er das Unternehmen Sedlo Law Firm. Adrian Sedlo arbeitet seit 1998 als Anwalt in Luxemburg.